# Косагаш (Толебійський район)
Косага́ш (каз. Қосағаш) — село у складі Толебійського району Туркестанської області Казахстану. Входить до складу Алатауського сільського округу.
Населення — 619 осіб (2021; 583 у 2009, 502 у 1999, 435 у 1989).